# Jemerson
Jemerson de Jesus Nascimento sokszor egyszerűen csak Jemerson (Jeremoabo, 1992. augusztus 24. –) brazil válogatott labdarúgó, az Atlético Mineiro hátvédje.

## Pályafutása
Jemerson de Jesus Nascimento a Bahia állambeli Jeremoabo városban született és a helyi amatőrcsapatban, a Confiançában kezdte pályafutását. 2010-ben csatlakozott az Atlético Mineiróhoz miután a Santos FC-nél, az SE Palmeirasnál és a Vascónál is sikertelen próbajátékon vett részt.

### Atlético Mineiro
2012-ben került fel a felnőttek közé, de előbb kölcsönadták a Democrata Futebol Clube nevű alacsonyabb osztályú klubnak, ahol tapasztalatot szerezhetett. Ezt követően visszatért a Kakasokhoz, és decembertől az első csapat tagja lett. 
A brazil élvonalban 2013. július 7-én mutatkozott be a Criciúma EC ellen 3-2-re megnyert bajnokin. Ebben az évben Leonardo Silva visszatérése után már csak öt bajnokin kapott szerepet, de egy sérülés után 2014-ben már alapembere lett a Atléticónak, akikkel Libertadores kupát, Recopa Sudamericánát és állami bajnokságot is nyert.

### Monaco
2016. január 31-én ötéves szerződést írt alá a francia élvonalban szereplő AS Monacóval. A 2016–17-es szezonban alapember volt a bajnoki címet szerző és Bajnokok Ligája elődöntőjébe jutó csapatban. 2020 novemberében távozott a klubtól, amelynek színeiben 109 bajnokin lépett pályára. 

### Corinthians
2020. november 5-én a brazil első osztályban szereplő Corinthians csapatához írt alá nyolc hónapra szóló szerződést.

### Metz
2021. október 8-án aláírt a francia Metz csapatához a 2021–22-es szezon végéig.

### Ismét Mineiro
2022. június 20-án jelentették be, hogy visszatér az Atlético Mineiro csapatához.

### A válogatottban
A brazil felnőtt válogatott keretébe először 2015. november 17-én, a Peru elleni világbajnoki selejtező alkalmával hívták meg, de pályára nem lépett.
2017. június 13-án egy Ausztrália ellen 4-0-ra megnyert felkészülési mérkőzésen mutatkozott be a nemzeti csapatban, amelynek keretébe az akkori szövetségi kapitány az év során még meghívta a világbajnoki selejtezőkre, utána azonban nem számítottak a játékára a válogatottnál.

## Statisztika
2019. május 18-án frissítve.
| Klub             | Szezon           | Bajnokság        | Bajnokság     | Bajnokság | Kupa          | Kupa  | Ligakupa      | Ligakupa | Nemzetközi kupa | Nemzetközi kupa | Egyéb         | Egyéb | Összesen      | Összesen |
| Klub             | Szezon           | Bajnokság        | Pályára lépés | Gólok     | Pályára lépés | Gólok | Pályára lépés | Gólok    | Pályára lépés   | Gólok           | Pályára lépés | Gólok | Pályára lépés | Gólok    |
| ---------------- | ---------------- | ---------------- | ------------- | --------- | ------------- | ----- | ------------- | -------- | --------------- | --------------- | ------------- | ----- | ------------- | -------- |
| Atlético Mineiro | 2013             | Série A          | 5             | 0         | 0             | 0     | -             | -        | 0               | 0               | 0             | 0     | 5             | 0        |
| Atlético Mineiro | 2014             | Série A          | 22            | 0         | 8             | 1     | -             | -        | 1               | 0               | 5             | 1     | 36            | 1        |
| Atlético Mineiro | 2015             | Série A          | 35            | 4         | 2             | 0     | -             | -        | 8               | 0               | 14            | 2     | 59            | 6        |
| Atlético Mineiro | Összesen         | Összesen         | 62            | 4         | 10            | 1     | -             | -        | 9               | 0               | 19            | 3     | 100           | 7        |
| AS Monaco        | 2015–16          | Ligue 1          | 4             | 0         | 1             | 0     | 0             | 0        | 0               | 0               | -             | -     | 5             | 0        |
| AS Monaco        | 2016–17          | Ligue 1          | 34            | 2         | 2             | 0     | 2             | 0        | 11              | 0               | —             | —     | 49            | 2        |
| AS Monaco        | 2017–18          | Ligue 1          | 33            | 2         | 1             | 0     | 3             | 0        | 6               | 0               | 1             | 0     | 44            | 2        |
| AS Monaco        | 2018–19          | Ligue 1          | 25            | 0         | 2             | 0     | 2             | 0        | 5               | 0               | 1             | 0     | 35            | 0        |
| AS Monaco        | Összesen         | Összesen         | 96            | 4         | 6             | 0     | 7             | 0        | 22              | 0               | 2             | 0     | 133           | 4        |
| Karrier összesen | Karrier összesen | Karrier összesen | 158           | 8         | 16            | 1     | 7             | 0        | 31              | 0               | 22            | 3     | 234           | 12       |

## Sikerei, díjai
Atlético Mineiro
- Copa Libertadores: 2013
- Recopa Sudamericana: 2014
- Brazil labdarúgókupa-győztes: 2014
- Mineiro állam bajnoka: 2013, 2015

AS Monaco
- Ligue 1: 2016–17

## Külső hivatkozások
- Atlético Mineiro profile (portugálul)
- Jemerson adatlapja a Soccerway oldalon (angolul)